# ロケットの樹の下で
「ロケットの樹の下で」（ロケットのきのしたで）は、CHAGE and ASKAの楽曲。自身の41作目のシングルとして、キティMMEから2001年4月25日に発売された。

## 解説
ユニバーサルミュージック・キティMME移籍第一弾シングル。今作からアーティスト名の表記が "CHAGE and ASKA" に変更された（ASKAの作詞作曲クレジットも"飛鳥涼" から "ASKA" に統一された）。また、1993年に同時発売した「You are free」・「なぜに君は帰らない」以来となる12cmシングル（マキシシングル）での発売となり、本作以後のシングル作品はすべて12cmシングルでの発売となる。
初回盤のみCD-EXTRA仕様で「ロケットの樹の下で（EXTRA VERSION）」（インタビュー、プロモーション・ビデオ）が収録されている。

## 収録曲
| #         | タイトル               | 作詞           | 作曲      | 編曲           | 時間  |
| --------- | ---------------------- | -------------- | --------- | -------------- | ----- |
| 1.        | 「ロケットの樹の下で」 | ASKA           | ASKA      | ASKA、松本晃彦 | 5:14  |
| 2.        | 「ふたりなら」         | CHAGE and ASKA | CHAGE     | 松本晃彦       | 5:03  |
| 合計時間: | 合計時間:              | 合計時間:      | 合計時間: | 合計時間:      | 10:17 |

## 楽曲解説
1. ロケットの樹の下で
CHAGEとASKA出演の住友海上・三井海上 新・自動車保険「MOST」CMソング。
2007年のライブ『CHAGE and ASKA Concert 2007 alive in live』のMCでASKAは、自らの同級生を励ますために作った曲であることを明かした。
2. ふたりなら

## 参加ミュージシャン
ロケットの樹の下で
- 松本晃彦：Keyboard
- 江口信夫：Drums
- 荻原基文：bass
- 鈴川真樹：Guitar
- 森下晃：Programming

ふたりなら
- 松本晃彦：Keyboard, Additional Guitar
- 江口信夫：Drums
- 荻原基文：Bass
- 鈴川真樹：Guitar
- 木村紡次：Additional Guitar
- 森下晃：Programming
- 海津賢：Protools operation

## 収録アルバム
- NOT AT ALL (#1,#2)
- CHAGE and ASKA VERY BEST NOTHING BUT C&A (#1)